# ハイハイシオサイ30
ハイハイシオサイ30は、2000年にパイオニアが開発・販売したパチスロ機（沖スロ）である。

## 概要
シオサイシリーズの一つであるものの、本機のみシオコ（開発部内における『シオサイ30』などの筐体に描かれている女性の呼び名。ネット上ではナミエと呼ばれることも）が描かれていない現時点で唯一の筐体である。
リール配列が中リールにおいてもベル、スイカ絵柄が5つ存在するため、通常時は適当押しでも大丈夫でボーナス絵柄には蛍光塗料が使われ、更には7とハイビスカス絵柄が続きになっているので初心者にも目押しがしやすい設計になっている。そのかわり『シオサイ30』より小役の払い出しが少なくなっている（2連チェリー廃止、ビッグボーナス中のベル、スイカが10枚）。
本機においても、ハイビスカスでのボーナスを告知。更には、バックライト消灯によるインパクトとハイビスカスの美しさが引き立つようになっている。
さすがにこの頃になるとハイビスカスの点滅の意味を知らないプレイヤーはだいぶ減ったものの、本機においても裏モノへの変貌が盛んに行われ、一部の地域を除き天然モノ（いわゆるノーマル）が珍しいという事態が稀ではなかった。

## ボーナス確率
| 設定 | BIG確率 | REG確率 | 合成確率 |
| ---- | ------- | ------- | -------- |
| 1    | 1/309   | 1/655   | 1/210    |
| 2    | 1/292   | 1/655   | 1/202    |
| 3    | 1/273   | 1/655   | 1/192    |
| 4    | 1/256   | 1/655   | 1/184    |
| 5    | 1/240   | 1/655   | 1/176    |
| 6    | 1/240   | 1/468   | 1/156    |

※各数値はメーカー発表値。

## ゲーム機
- オンラインゲームサイト『777town.net』にてプレイが可能である。